# Antigua a Barbuda
Antigua a Barbuda je ostrovní stát v Karibiku, který leží na třech ostrovech (Antigua 279,6 km², Barbuda 160,5 km² a Redonda 1,5 km²) v Malých Antilách. Pobřeží na západě Atlantiku a na východě Karibského moře je dlouhé 153 km.

## Historie
Lidé doby kamenné se dostali na Antiguu z Jižní Ameriky asi před 4000 lety. Když v roce 1493 objevil Antiguu Kryštof Kolumbus, byl prvním bělochem, kterého kdy domorodí Arawakové viděli. V roce 1620 ostrov zabrali Španělé, ale už v roce 1632 ho obsadili Britové a po krátkém období francouzské okupace zde bylo ustanoveno v roce 1667 britské panství. Na jižním pobřeží Antiguy vznikl v roce 1764 vojenský přístav English Harbour jako základna pro britskou karibskou flotu. Otroctví, využívané k pěstováním cukrové třtiny, bylo zrušeno v roce 1834. V únoru 1967 získala vnitřní autonomii jako přidružený stát Spojeného království a 1. listopadu 1981 vyhlásila nezávislost pod názvem Antigua a Barbuda.[zdroj?]
V 80. letech se prohloubila na Barbudě nespokojenost s ústřední vládou pro omezenou účast na rozhodnutích, která se týkají ostrovů. Barbuda usiluje o status nezávislosti. V roce 2017 byl ostrov Barbuda v důsledku Hurikánu Irma značně poničen. Jeho veškeré obyvatelstvo bylo dočasně evakuováno.
V roce 1967 byl k této zemi připojen ostrov Redonda. I když je tento ostrov blíž k území Montserratu, zámořského území Spojeného království.[zdroj?]

## Státní symboly

### Vlajka
Vlajka Antiguy a Barbudy je tvořena červeným listem o poměru stran 2:3 s obráceným rovnoramenným trojúhelníkem, jehož základna je horní okraj listu a vrchol je v polovině dolního okraje. Trojúhelník tvoří tři pruhy – černý, modrý a bílý v poměru šířek 9:5:9. V černém pruhu je žluté vycházející slunce

## Politika
Antigua a Barbuda je členem Commonwealthu, hlavou státu je král Karel III., kterého zastupuje generální guvernér. Výkonná moc je v rukou předsedy vlády. Tím je obvykle předseda strany, která vyhrála volby do Sněmovny reprezentantů (18 členů), jež se konají každých 5 let. Druhá komora parlamentu, Senát, má 17 členů jmenovaných generálním guvernérem.[zdroj?]
Antigua a Barbuda je členem několika regionálních společenství, např.: Organizace východokaribských států (OECS), Karibského společenství (CARICOM) a Bolívarovského svazu pro lid naší Ameriky (ALBA), Společenství latinskoamerických a karibských států (CELAC), Sdružení karibských států (ACS-AEC), Regionální bezpečnostní systém (RSS) či Petrocaribe.[zdroj?]

## Administrativní rozdělení
Stát sestává z 6 farních okrsků (parish, mn. č. parishes) a 2 dependencí (dependency, mn. č. dependencies; Barbuda a Redonda).
| - Saint George - Saint John's - Saint Mary - Saint Paul - Saint Peter - Saint Philip | Farní okrsky na ostrově Antigua |

## Přírodní podmínky
Antigua a Barbuda se rozprostírá na třech ostrovech, na největší Antigue, 100 km vzdálené Barbudě a neobydlené skalnaté Redondě. Na severu ostrova Antigua se do výšky 100 m n. m. zvedá silně rozčleněná vápencová tabule a na jihu zbytek denudované sopky. Zarovnaný povrch Barbudy utvářejí korálové vápence. Do 300 m n. m. se zvedající skály ostrova Redonda mají sopečný původ. Nejvýše položeným místem je Boggy Peak s 402 m n. m.[zdroj?]
Antigua je největším ze Závětrných ostrovů. Ostrovy mají teplé, tropické klima s vyrovnanými teplotami po celý rok.[zdroj?]

## Ekonomika
Turistika stále zajišťuje více než polovinu HDP. Nízký počet turistů od roku 2000 zpomalil ekonomiku a znamenal napjatější státní rozpočet. Zemědělská produkce je zaměřena na domácí trh a je omezena malými zásobami vody na ostrovech a nedostatkem pracovních sil, které dávají přednost lépe placené práci v turistickém ruchu nebo stavebnictví.[zdroj?]
Zemědělství Antiguy a Barbudy je orientováno na pěstování cukrové třtiny. Dále se pěstuje bavlna, ovoce a zelenina. Chová se dobytek a provozuje rybolov. Průmyslová výroba je zaměřena na montáž na vývoz a řemeslnou výrobu; hlavními produkty jsou lůžkoviny a elektronické součástky.[zdroj?]

## Obyvatelstvo
Většina obyvatel jsou potomci otroků, dovezených, aby pracovali na plantážích cukrové třtiny, ale jsou tu také skupiny Evropanů, hlavně z Velké Británie a Portugalska. Úředním jazykem je angličtina, ale většina obyvatel mluví směsicí angličtiny, místních jazyků a nějakého dalšího evropského jazyka.[zdroj?]
Téměř všichni obyvatelé jsou křesťané s největším zastoupením anglikánské církve. Míra negramotnosti se pohybuje kolem 5 %, úroveň vzdělání je v porovnání s jinými karibskými státy poměrně vysoká.[zdroj?]